# Canon EF 75-300mm

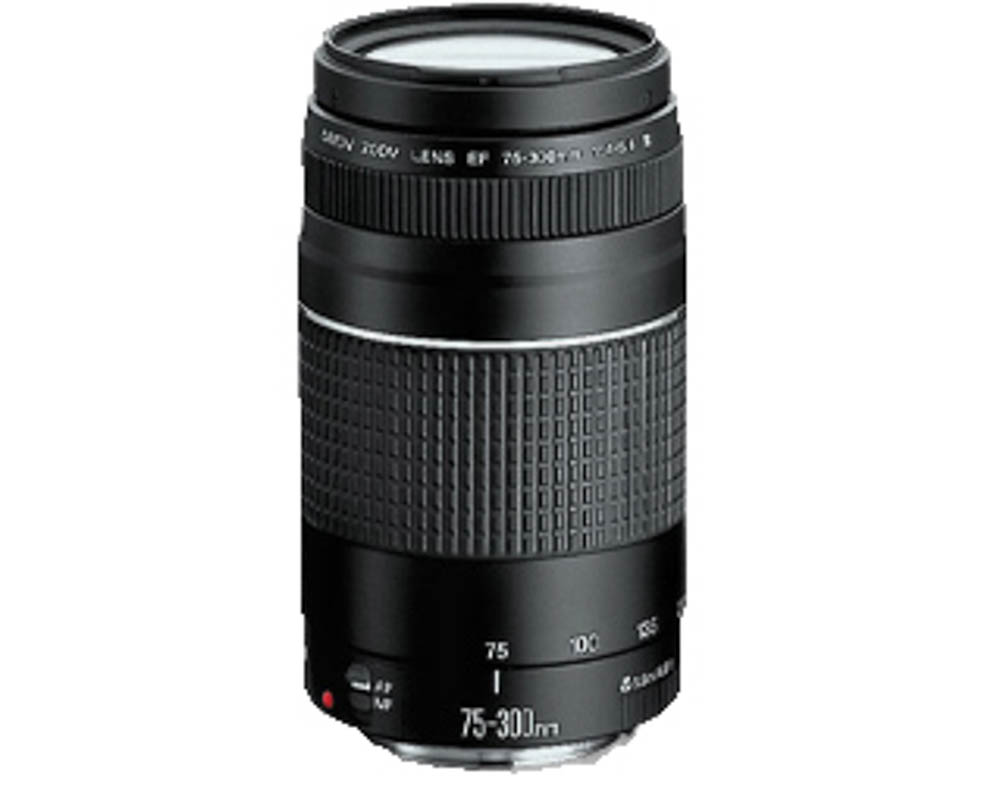
Imagen en vertical del teleobjetivo de Canon

El Canon EF 75–300mm f4–5.6 III es un teleobjetivo para cámaras DSLR fabricado por Canon con montura EF. Carece de estabilizador y de motor ultrasónico, por lo que está destinado a principiantes. Este teleobjetivo con zum ligero x4 es adecuado para todos aquellos que se centren en el coste y tengan preferencia en la fotografía de naturaleza, deportiva y de paisajes. Tal y como otros teleobjetivos, el EF 75-300 mm f/4-5,6 III disminuye la perspectiva y permite que el fotógrafo acorte la profundidad de campo. 
El diafragma electromagnético del objetivo garantiza un control preciso sobre el posicionamiento de la abertura. Además, posee revestimientos Súper Spectra, los cuales garantizan un equilibrio del color exacto y que mejoran el contraste. También reducen los destellos y las sombras, un problema habitual causado por el rebote de la luz en el sensor de la cámara.

## Especificaciones técnicas
El teleobjetivo tiene un peso de 480 gramos. Además, su diafragma posee un diafragma dividido en 7 hojas. Su ángulo de visión es (horizontal, vertical, diagonal) de 27° - 6°50', 18°11' - 4°35', 32°11' - 8°15'. Su diámetro para filtros circulares es de 58 mm.

### Cámaras compatibles
Este modelo de teleobjetivo es compatible con todo tipo de cámaras Canon que posean un tipo de montura EF. 
Además, se puede adaptar a otras monturas con un adaptador tipo Mount Adapter EF-EOS M, entre muchos otros.